# Американо-грузинские отношения
Американо-грузинские отношения — двусторонние дипломатические отношения между США и Грузией.

## История
В 1991 году Грузия обрела независимость от СССР, а в 1992 году Соединённые Штаты Америки установили дипломатические отношения с этой страной. США признают территориальную целостность Грузии в пределах международно признанных границ и не признают независимость Абхазии и Южной Осетии. США являются страной-участником Женевских международных дискуссий по конфликтам в Грузии. 
В 2009 году между странами была подписана Хартия стратегического партнёрства в рамках которой была создана американо-грузинская Комиссия по стратегическому партнёрству. Комиссия делится на четыре двусторонние рабочие группы по приоритетным областям, определенным в Уставе: демократия, оборона и безопасности, экономические вопросы, а также культурный обмен. Каждый год высокопоставленные американские и грузинские политики проводят совещания по каждой рабочей группы, подводят итоги и устанавливают новые задачи.

## Дипломатические представительства
- США имеют посольство в Тбилиси[1]. Чрезвычайный и полномочный посол США в Грузии — Келли Дегнан[англ.].
- Грузия имеет посольство в Вашингтоне[2] и генеральное консульство в Нью-Йорке[3]. Чрезвычайный и полномочный посол Грузии в США — Давид Бакрадзе.

## Экономические отношения
Между странами подписан двусторонний инвестиционный договор, а также двустороннее торговое соглашение. Грузия может без пошлин экспортировать многие товары в Соединённые Штаты в рамках программы «Generalized System of Preferences program». С 2006 по 2011 год американская корпорация Millennium Challenge Corporation оказала содействие по развитию предпринимательства в Грузии. В 2006 году товарооборот между странами составил сумму 369 миллионов долларов США.

## Военное сотрудничество
В октябре 2021 года в Тбилиси министрами обороны двух стран была подписана «Инициатива об усилении обороны и мер сдерживания для Грузии». В продолжении этого документа 20 мая 2022 года Грузия и США подписали десятилетнюю концепцию «Оборона и сдерживание».